# 欣德山
47°36′04″N 11°51′40″E / 47.601°N 11.8611°E

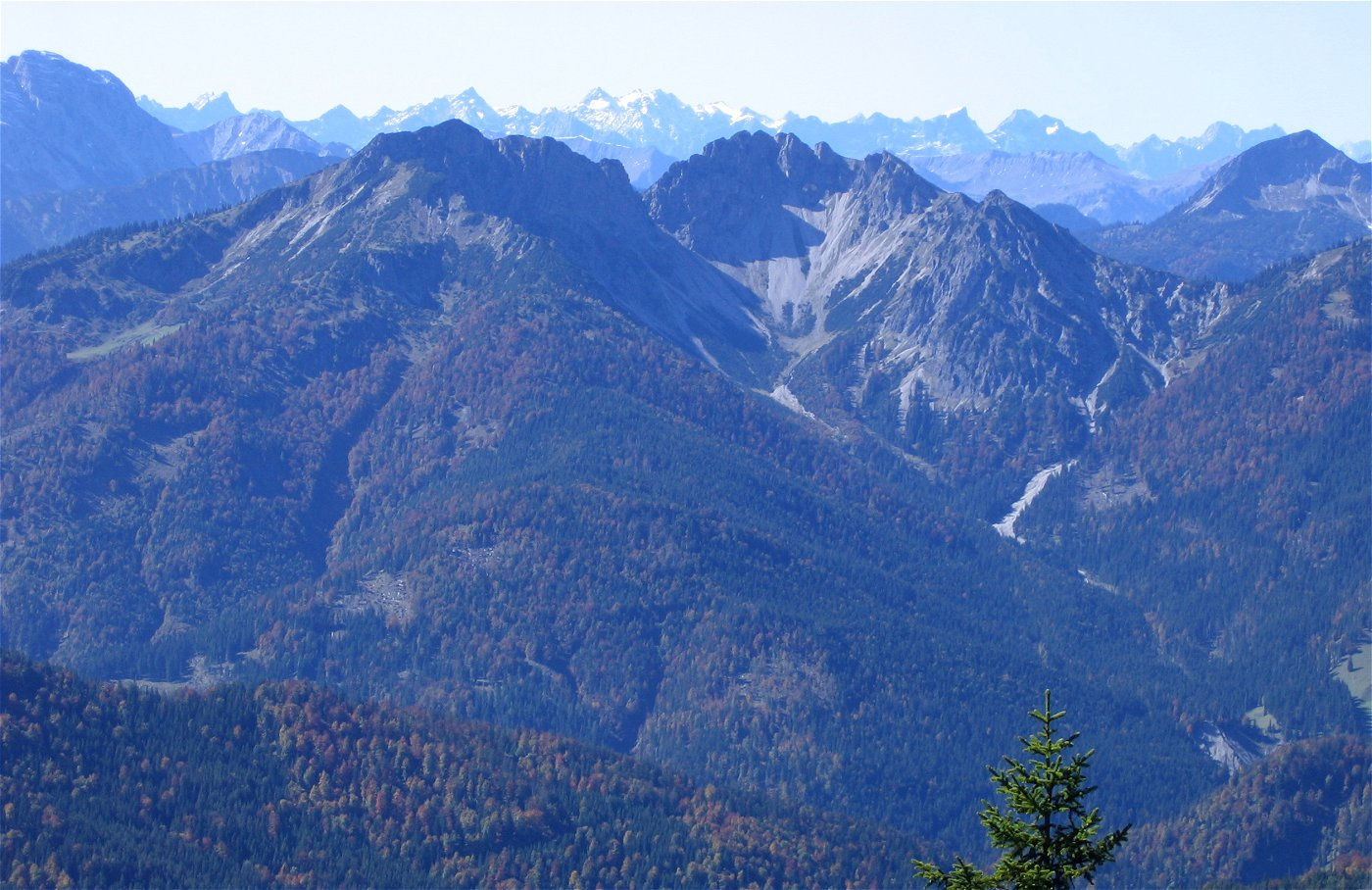

欣德山（德語：Schinder），是中歐的山峰，位於奧地利和德國接壤的邊境，屬於巴伐利亞前阿爾卑斯山脈的一部分，距離後松文德約赫山4.6公里，海拔高度1,808米，每年平均降雨量1,764毫米。